# Сезон Швейцарської НЛБ 1992—1993
Національна ліга В 1992—1993 — 46-й чемпіонат Швейцарії з хокею (Національна ліга В), чемпіоном став Давос.

## Регламент
Згідно з регламентом у лізі виступало 10 клубів, що провели між собою по чотири гри. Найкраща шістка на другому етапі грала у перехідному турнірі з клубами НЛА. Четвірка найгірших на другому етапі виявила два клуби, що вибули до першої ліги.

## Підсумкова таблиця
| М.  | Команда             | І  | В  | Н | П  | Ш       | О  |
| --- | ------------------- | -- | -- | - | -- | ------- | -- |
| 1.  | Давос               | 36 | 22 | 5 | 9  | 166:113 | 49 |
| 2.  | Ольтен              | 36 | 21 | 4 | 11 | 166:114 | 46 |
| 3.  | ХК «Мартіньї»       | 36 | 21 | 2 | 13 | 153:112 | 44 |
| 4.  | СК «Герізау»        | 36 | 20 | 2 | 14 | 145:136 | 42 |
| 5.  | СК Рапперсвіль-Йона | 36 | 17 | 6 | 13 | 158:131 | 40 |
| 6.  | ХК «Бюлах»          | 36 | 17 | 4 | 15 | 122:136 | 38 |
| 7.  | Лозанна             | 36 | 18 | 0 | 18 | 141:133 | 36 |
| 8.  | Тургау              | 36 | 15 | 1 | 20 | 115:167 | 31 |
| 9.  | СК Лангнау          | 36 | 12 | 2 | 22 | 125:146 | 26 |
| 10. | СК «Лис»            | 36 | 3  | 2 | 31 | 103:206 | 8  |

## Втішний раунд
- Тургау — СК Лангнау 4:1 (6:3, 5:4, 3:2, 1:4, 4:3)
- Лозанна — СК «Лис» 4:0 (7:4, 4:3, 6:1, 3:1)